# Gin Fizz (voilier)
Pour les articles homonymes, voir Gin fizz (homonymie).
Le Gin Fizz est une classe de voilier de croisière hauturière (homologuée en 1re catégorie de navigation) conçue par l’architecte naval Michel Joubert et produite à plus de trois cents exemplaires par Jeanneau entre 1975 et 1984. Son nom est relatif au cocktail gin fizz.

## Description
Il a été proposé en version sloop (1 mât, gréement en tête) ou ketch (2 mâts, le second, plus petit, en avant du gouvernail). Son cockpit central, donc très spacieux, en fait un bateau bien adapté aux mers chaudes où l’équipage séjourne davantage à l’extérieur que dans le carré. De plus, il autorise une vaste cabine arrière préservant l’intimité de ses occupants.
Le dimensionnement généreux des matériaux constitutifs de la coque (polyester monolithique) en font, encore aujourd’hui, une unité bien cotée sur le marché de l’occasion.